# FedEx Cup
La FedEx Cup è una competizione golfistica a playoff del PGA Tour, composta da tre tornei (quattro fino al 2018). Istituita nel 2007, è stata la prima competizione ad introdurre il sistema dei playoff nel golf professionistico maschile.

## Formato

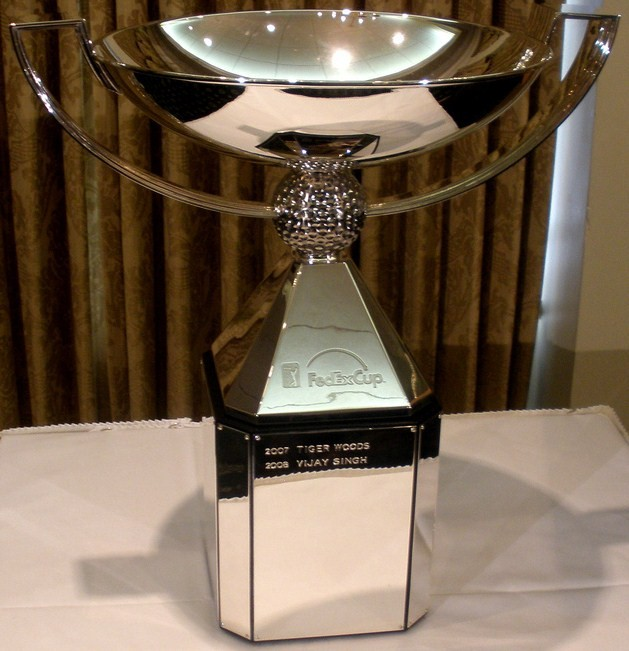
La FedEx Cup

Ai tornei della FedEx Cup partecipano i giocatori iscritti al PGA Tour che al termine della regular season (fine agosto, di norma) occupano le prime 125 posizioni nella classifica a punti del Tour. Ogni torneo dei playoff garantisce 2000 punti al vincitore, che sono aggiunti ai punti già conseguiti nella regular season. Dopo il primo torneo, The Northern Trust, i primi 70 giocatori della classifica a punti proseguono i playoff; solo i primi 30 al termine del BMW Championship partecipano all'ultimo torneo, il Tour Championship. I giocatori iniziano questo torneo con un punteggio basato sulla posizione in classifica generale al termine del BMW Championship, chiamato FedExCup Starting Strokes (introdotto nel 2019): il primo in classifica inizia con un punteggio di -10, il secondo con -8, il terzo con -7, fino ai giocatori nelle posizioni 21-25 che iniziano con -1 e gli ultimi 5 che iniziano al par; il giocatore che consegue il punteggio complessivo più basso, considerando il punteggio sulle 72 buche e il bonus iniziale, vince il Tour Championship e la FedEx Cup.
Il montepremi complessivo della FedEx Cup è di 60 milioni di dollari; 15 milioni sono riservati al vincitore della coppa e il resto è suddiviso tra i partecipanti ai playoff.
| Torneo             | Giocatori                                                                   | Taglio                                           |
| ------------------ | --------------------------------------------------------------------------- | ------------------------------------------------ |
| The Northern Trust | Primi 125 giocatori della classifica a punti (dopo il Wyndham Championship) | Primi 70 giocatori (e pari merito) dopo 36 buche |
| BMW Championship   | Primi 70 giocatori della classifica a punti (dopo il The Northern Trust)    | Nessuno                                          |
| Tour Championship  | Primi 30 giocatori della classifica a punti (dopo il BMW Championship)      | Nessuno                                          |

## Vincitori
| Anno | Giocatore        | Nazione          | Punti   | Margine | Tornei | Vittorie | Classifica pre-coppa | Punti pre-coppa | Tornei pre-coppa |
| ---- | ---------------- | ---------------- | ------- | ------- | ------ | -------- | -------------------- | --------------- | ---------------- |
| 2022 | Rory McIlroy (3) | Irlanda del Nord | -21     | 1       | 3      | 1        | 6                    | 2.104           | 13               |
| 2021 | Patrick Cantlay  | Stati Uniti      | -21     | 1       | 3      | 2        | 3                    | 2.056           | 21               |
| 2020 | Dustin Johnson   | Stati Uniti      | -21     | 3       | 3      | 2        | 15                   | 1.071           | 11               |
| 2019 | Rory McIlroy (2) | Irlanda del Nord | -18     | 4       | 3      | 1        | 5                    | 2.842           | 18               |
| 2018 | Justin Rose      | Inghilterra      | 2.260   | 41      | 4      | 0        | 4                    | 1.991           | 14               |
| 2017 | Justin Thomas    | Stati Uniti      | 3.000   | 660     | 4      | 1        | 2                    | 2.689           | 21               |
| 2016 | Rory McIlroy     | Irlanda del Nord | 3.120   | 740     | 4      | 2        | 36                   | 973             | 14               |
| 2015 | Jordan Spieth    | Stati Uniti      | 3.800   | 1.493   | 4      | 1        | 1                    | 4.169           | 21               |
| 2014 | Billy Horschel   | Stati Uniti      | 4.750   | 1.650   | 4      | 2        | 69                   | 722             | 23               |
| 2013 | Henrik Stenson   | Svezia           | 4.750   | 2.007   | 4      | 2        | 9                    | 1.426           | 14               |
| 2012 | Brandt Snedeker  | Stati Uniti      | 4.100   | 1.273   | 4      | 1        | 19                   | 1.194           | 18               |
| 2011 | Bill Haas        | Stati Uniti      | 2.760   | 15      | 4      | 1        | 15                   | 1.273           | 22               |
| 2010 | Jim Furyk        | Stati Uniti      | 2.980   | 252     | 3      | 1        | 3                    | 1.691           | 18               |
| 2009 | Tiger Woods (2)  | Stati Uniti      | 4.000   | 1.080   | 4      | 1        | 1                    | 3.341           | 13               |
| 2008 | Vijay Singh      | Figi             | 125.101 | 551     | 4      | 2        | 7                    | 15.034          | 19               |
| 2007 | Tiger Woods      | Stati Uniti      | 123.033 | 12.578  | 3      | 2        | 1                    | 30.574          | 13               |

## Vincitori dei singoli tornei
| Anno | The Northern Trust   | BMW Championship      | Tour Championship     |
| ---- | -------------------- | --------------------- | --------------------- |
| 2024 | Hideki Matsuyama     | Keegan Bradley (2/2)  | Scottie Scheffler     |
| 2023 | Lucas Glover         | Viktor Hovland (1/2)  | Viktor Hovland (2/2)  |
| 2022 | Will Zalatoris       | Patrick Cantlay (3/3) | Rory McIlroy (6/6)    |
| Anno | The Northern Trust   | BMW Championship      | Tour Championship     |
| 2021 | Tony Finau           | Patrick Cantlay (1/3) | Patrick Cantlay (2/3) |
| 2020 | Dustin Johnson (5/6) | Jon Rahm              | Dustin Johnson (6/6)  |
| 2019 | Patrick Reed (2/2)   | Justin Thomas (2/2)   | Rory McIlroy (5/6)    |

| Anno | The Northern Trust      | Dell Technologies Championship | BMW Championship      | Tour Championship     |
| ---- | ----------------------- | ------------------------------ | --------------------- | --------------------- |
| 2018 | Bryson DeChambeau (1/2) | Bryson DeChambeau (2/2)        | Keegan Bradley        | Tiger Woods (4/4)     |
| 2017 | Dustin Johnson (4/6)    | Justin Thomas (1/2)            | Marc Leishman         | Xander Schauffele     |
| 2016 | Patrick Reed (1/2)      | Rory McIlroy (3/5)             | Dustin Johnson (3/6)  | Rory McIlroy (4/5)    |
| 2015 | Jason Day (1/2)         | Rickie Fowler                  | Jason Day (2/2)       | Jordan Spieth         |
| 2014 | Hunter Mahan            | Chris Kirk                     | Billy Horschel (1/2)  | Billy Horschel (2/2)  |
| 2013 | Adam Scott              | Henrik Stenson (1/2)           | Zach Johnson          | Henrik Stenson (2/2)  |
| 2012 | Nick Watney             | Rory McIlroy (1/5)             | Rory McIlroy (2/5)    | Brandt Snedeker       |
| 2011 | Dustin Johnson (2/6)    | Webb Simpson                   | Justin Rose           | Bill Haas             |
| 2010 | Matt Kuchar             | Charley Hoffman                | Dustin Johnson (1/6)  | Jim Furyk             |
| 2009 | Heath Slocum            | Steve Stricker (2/2)           | Tiger Woods (3/4)     | Phil Mickelson (2/2)  |
| 2008 | Vijay Singh (1/2)       | Vijay Singh (2/2)              | Camilo Villegas (1/2) | Camilo Villegas (2/2) |
| 2007 | Steve Stricker (1/2)    | Phil Mickelson (1/2)           | Tiger Woods(1/4)      | Tiger Woods (2/4)     |

Nota: in grassetto i vincitori della FedEx Cup a fine stagione.